# ジャン＝ヴィクトル・ポンスレ
ジャン＝ヴィクトル・ポンスレ（Jean-Victor Poncelet, 1788年7月1日 – 1867年12月22日）は、フランスの数学者、工学者。射影幾何学の復活に貢献した。

## 生涯
フランスのメスに生まれた。父親のクロード・ポンスレはメスのパルルマン（高等法院）の弁護士だった。ポンスレは幼い頃にサンタヴォーに送られ、そこでOlier一家に加わった。リセとエコール・ポリテクニークで奨学金を得て、エコール・ポリテクニークではガスパール・モンジュの下で学んだ。1810年にメスの工兵学校に入り、工兵将校となって、1812年にはナポレオンのロシア遠征に従軍した。そして、スモレンスクの戦いで戦った後、クラスノイの戦いで倒れているところをロシア軍に助けられ、捕虜となった。
サラトフの捕虜収容所に収監されたポンスレは、そこで射影幾何学を研究し、図形とその影とに共通した特性の研究を始めた。これらの成果が1862年-1864年に出版された、二巻からなる『解析学と幾何学の応用』（Applications d'analyse et de géométrie）である（初版は1822年）。また、円錐曲線を研究し、ジョセフ・ジェルゴンヌとは独立に双対原理を発展させた。
1814年にフランスに送還されると、ポンスレはすぐにメスで工兵の職務を再開した。1824年、エコール・ポリテクニークの力学の教授に指名された。そこでの講義の中で、物質が繰り返し圧力を掛けられることによって機能を失う様子を説明するため、ポンスレはfatigue(疲労)という言葉を造った。また、タービンと水車の設計に特に興味を持っていて、1838年まで造られることはなかったが、水を外側から内側へ流す水車（フランシス水車）を1826年に提案していた。さらに1829年の著書、「Introduction a la mécanique industrielle」の中では、仕事-運動エネルギーの定理を証明し、その広い応用性を実証している。ガスパール＝ギュスターヴ・コリオリも同時期に同じ考えを展開していたが、この業績はポンスレを歴史上で最も影響力のある工学者にした。ポンスレは力と並進運動によって生まれるものとして仕事の概念を導入したと考えられている。
ポンスレは1835年にメスを離れ、1838年にソルボンヌの力学教授になった。1848年からは将軍(fr:Général)に任じられ、エコール・ポリテクニークを指揮した。1850年、数学研究に身を捧げるために政務を辞した。1867年、ポンスレはパリで没した。その翌年、科学アカデミーはポンスレ賞を創設し、数学部門のポンスレの後任には、サン＝ヴナンが選ばれた。
フランスの仕事率の単位、ポンスレ(poncelet, 記号: pq)は、彼の名に因んだものである。